# Doug Anthony
Doug Anthony, właśc. John Douglas Anthony (ur. 31 grudnia 1929 w Murwillumbah, zm. 20 grudnia 2020 tamże) – australijski polityk, w latach 1971–1984 federalny lider Partii Wiejskiej (CP), pod którego rządami zmieniła ona nazwę na Narodową Partię Wiejską (NCP), a następnie na Narodową Partię Australii (NPA). W latach 1957–1984 poseł do Izby Reprezentantów, w latach 1971–1972 i ponownie 1975–1983 wicepremier Australii.

## Życiorys

### Pochodzenie i młodość
Jego ojcem był Hubert Lawrence Anthony, wieloletni parlamentarzysta i minister. Później wspominał, iż kiedy jako dziecko jeździł z ojcem do Canberry, w hotelu dla posłów bajki na dobranoc czytał mu m.in. John Curtin. Młody Doug uzyskał wykształcenie rolnicze i początkowo zajmował się zarządzaniem należącymi do rodziny farmami mlecznymi w pobliżu rodzinnej miejscowości. W 1957 jego ojciec nagle zmarł, zaś Doug uzyskał nominację Partii Wiejskiej na jego następcę w okręgu wyborczym Richmond. Reprezentował ten okręg w parlamencie nieprzerwanie przez kolejne 37 lat, uzyskując reelekcję dziesięć razy.

### Kariera rządowa
Po raz pierwszy wszedł w skład rządu federalnego w 1964, kiedy to został ministrem spraw wewnętrznych. W 1967 został ministrem przemysłu podstawowego, co było wówczas drugim pod względem ważności spośród urzędów federalnych, jakie na mocy umowy koalicyjnej z Liberalną Partią Australii (LPA) przypadały w udziale CP. Mianowanie go na to stanowisko odebrano powszechnie jako sygnał, iż Anthony był preferowanym następcą starzejącego się wieloletniego lidera CP Johna McEwena. Kiedy w 1971 McEwen przeszedł na emeryturę, zgodnie z jego wolą partia wybrała Anthony’ego na swojego nowego lidera, co automatycznie dało mu stanowiska wicepremiera oraz ministra handlu i przemysłu w gabinecie premiera Johna Gortona. Jego sukcesja pośrednio doprowadziła do zmiany lidera LPA i zarazem premiera na Williama McMahona, bowiem za czasów McEwena CP odmawiała udziału w ewentualnym rządzie McMahona, zaś Anthony nie widział przeszkód.
W latach 1972–1975 LPA i CP pozostawały w opozycji, jednak powróciły do władzy pod wodzą Malcolma Frasera po kryzysie konstytucyjnym w 1975. Anthony powrócił na urząd wicepremiera, został też ministrem handlu zagranicznego i zasobów, jednak jego realna pozycja polityczna była słabsza niż w czasie pierwszej kadencji na stanowisku wiceszefa rządu. Wynikało to z faktu, iż po wyborach w 1975 LPA miała tak dużą większość w parlamencie, że mogła utworzyć rząd nawet samodzielnie, a zdecydowała się na koalicję z CP głównie ze względu na historyczny alians obu tych ugrupowań.

### Późniejsze życie
W 1983 LPA i NPA (już pod nową nazwą) znów znalazły się w opozycji. W 1984 Anthony zrezygnował z kierowania partią, zrzekł się też mandatu parlamentarnego i powrócił na swoją farmę. Od tego czasu unika angażowania się w bieżącą politykę, choć zabiera głos w wybranych kwestiach, m.in. dał się poznać jako zwolennik wprowadzenia w Australii ustroju republikańskiego. W latach 1996–2004 posłem z jego dawnego okręgu był jego syn Larry Anthony, będąc tym samym pierwszym w dziejach Australii parlamentarzystą, który uzyskał mandat w okręgu reprezentowanym wcześniej przez swego dziadka i ojca.

## Odznaczenia
W 1981 otrzymał Order Towarzyszy Honoru, zaś w 2003 Order Australii klasy Kawaler.